# Raulzito e os Panteras
Raulzito e os Panteras foi o primeiro e único álbum lançado pela banda brasileira Raulzito e os Panteras, que continha entre seus membros o futuro cantor e compositor Raul Seixas. Os outros integrantes foram Eládio Gilbraz, Mariano Lanat e Carleba.
As gravações ocorreram no final do ano de 1967 e seu lançamento, no início de 1968, pela gravadora EMI-Odeon. Raul Seixas, ainda conhecido apenas por "Raulzito", assina oito das 12 canções do disco. As vendas do disco foram consideradas baixas, o que resultou no fim do grupo.
A capa do álbum faz uma alusão ao disco With the Beatles dos Beatles.
Dos membros do grupo, Raul Seixas foi o único a fazer sucesso.

## Produção
Antes de chegarem a um estúdio no Rio de Janeiro para gravarem seu primeiro disco, Raulzito e os Panteras (na época, The Panthers) acompanhavam quase todos os artistas da Jovem Guarda como Roberto Carlos e Jerry Adriani. E foi justamente Jerry Adriani quem os convidou a tentarem a sorte no Rio. Então gravaram o LP Raulzito e os Panteras, primeiro disco de Raul Seixas, e o único gravado com Os Panteras.
Era um disco um tanto romântico, sua capa e suas músicas visivelmente influenciada pelos Beatles, com dedilhados românticos, tons de psicodelismo e uma ousada versão de "Lucy in the Sky with Diamonds" ("Você Ainda Pode Sonhar"). As faixas "Me Deixa em Paz", "Trem 103" e "O Dorminhoco", no entanto, se aproximam mais do estilo que caracterizou os lançamentos posteriores de Raul.

## Faixas
| N.º | Título                                                   | Compositor(es)                      | Duração |  |
| 1.  | "Brincadeira"                                            | Mariano                             | 2:40    |  |
| 2.  | "Por quê? Pra quê?"                                      | Eládio                              | 1:51    |  |
| 3.  | "Um Minuto mais (I Will)"                                | Dick Glasser - Versão: Raulzito     | 1:44    |  |
| 4.  | "Vera Verinha"                                           | Raulzito/Eládio                     | 1:58    |  |
| 5.  | "Você Ainda Pode Sonhar (Lucy in the Sky with Diamonds)" | Lennon/McCartney - Versão: Raulzito | 2:18    |  |
| 6.  | "Menina de Amaralina"                                    | Raulzito                            | 1:54    |  |
| 7.  | "Triste Mundo"                                           | Mariano                             | 2:13    |  |
| 8.  | "Dê-me tua Mão"                                          | Raulzito                            | 2:36    |  |
| 9.  | "Alice Maria"                                            | Mariano/Raulzito/Eládio             | 2:08    |  |
| 10. | "Me Deixa em Paz"                                        | Mariano/Raulzito/Carleba            | 1:46    |  |
| 11. | "Trem 103"                                               | Raulzito                            | 1:55    |  |
| 12. | "O Dorminhoco"                                           | Carleba/Eládio/Raulzito/Mariano     | 1:33    |  |

## Créditos
Créditos dados pelo Dicionário Cravo Albin da Música Popular Brasileira.

### Músicos
- Vocais: Raul Seixas, Eládio Gilbraz e Mariano Lanat
- Guitarra: Raul Seixas e Eládio Gilbraz
- Baixo: Mariano Lanat
- Bateria: Carleba

### Ficha técnica
- Diretor musical: Lyrio Panicali
- Diretor de produção: Milton Miranda
- Orquestrador e regente: Orlando Silveira
- Arranjo vocal: Raulzito e os Panteras
- Diretor técnico: Z. J. Merky
- Técnicos de gravação: Jorge Teixeira e Nivaldo Duarte
- Técnico de laboratório: Reny R. Lippi
- Layout: Moacyr Rocha
- Fotos: Mafra

## Crítica
Apesar de Raulzito e os Panteras ser apadrinhado por Jerry Adriani, o álbum não gerou muito impacto e recebeu crítica negativa:
"...O que é que poderemos dizer deste disco? Nada, absolutamente nada!...Cotação: péssimo.— Daniel Taylor, O Jornal, 22 de março de 1968.